# Tag: The Power of Paint
Tag: The Power of Paint — компьютерная игра в жанре головоломки от первого лица, выпущенная группой студентов Института Технологий DigiPen в 2008 году. 19 апреля 2022 года игра была опубликована в Steam.  Механика игры строится на использовании игроком пистолета-распылителя, стреляющего красками, которые изменяют физические свойства поверхностей, меняя тем самым возможности перемещающегося по ним игрока. Tag: The Power of Paint получила награду за лучшую студенческую разработку на Фестивале независимых игр 2009, а создавшая её команда была нанята компанией Valve Corporation, использовавшей концепции игрового процесса Tag в своей игре Portal 2.
Tag: The Power of Paint доступна для бесплатной загрузки с официального сайта DigiPen а с недавного времени в Steam.

## Игровой процесс

Скриншот из игры.

В Tag: The Power of Paint игроку даётся пистолет-распылитель, заряжающийся баллонами с тремя видами неиссякаемых красок. Каждая краска придаёт отдельное свойство поверхности, на которую она ложится:
 Зелёная — заставляет игрока подпрыгивать;
 Красная — ускоряет передвигающегося по ней игрока;
 Синяя — приклеивает игрока к поверхности, позволяя ему передвигаться по стенам и потолку.
Действие игры происходит в городе, выполненном в чёрно-белых тонах. Краски могут ложиться на любую поверхность, за исключением сеточных оград. Встречаются и уже окрашенные поверхности вроде рекламных щитов, которые игрок также может использовать. Баллоны, которые игрок находит по мере прохождения уровня, обладают бесконечным запасом краски. В пистолет вмещаются все три баллона, и игрок может сам выбирать нужную ему в данный момент краску. Кроме того, пистолет может смывать краску с поверхности водой, чтобы лишить её особых свойств, если это необходимо; в отличие от красок, баллон с водой встроен в пистолет изначально, и находить его не нужно.
Большую часть Tag: The Power of Paint игроку для прохождения необходимо будет совмещать действия красок: например, распылить на краю крыши зелёную краску, к ней провести дорожку из красной и, разогнавшись, совершить длинный прыжок, чтобы зацепиться за окрашенную синим стену отдалённого здания. Кроме обычных зданий в игре также встречаются движущиеся платформы, поезда и т. п. Цель каждого уровня — добраться до точки выхода. При падении с высотных зданий игрок начинает уровень заново, или же со специальной контрольной точки, если он успел добраться до неё ранее; при этом все распылённые на уровне краски остаются (однако исчезают при сворачивании игры, из-за ошибки). Всего в игре девять уровней, а также дополнительная арена в конце игры, на которой можно играть во время показа титров.

## Разработка
Игра Tag: The Power of Paint была разработана командой из семи студентов Института Технологий DigiPen в период их учёбы. Изначально игра задумывалась как виртуальный вариант салочек, в котором игроки метили (салили) друг друга краской, отчего игра и получила название Tag (с англ. — «метка, салочки») и подзаголовок The Power of Paint (с англ. — «сила краски»). Однако после четырёх месяцев работы создатели отбросили эту идею, переключившись на механику использования красок, которая казалась им гораздо занимательней, чем сам процесс игры в салочки. Также они отказались от варианта игры, в котором возможности игрока увеличивались посредством сбора бонусов, и полностью подстроили геймплей под пистолет-распылитель. Из-за таких решений Tag пришлось существенно переделывать всего за пять месяцев до её назначенного выхода.
В ранних отзывах доля игроков оставалась слегка недовольна некоторыми элементами Tag, в связи с чем в игру на момент её создания был введён специальный редактор, благодаря которому разработчики смогли быстро вносить корректировки в дизайн уровней, опираясь на присылаемые отзывы. Чтобы получить разрешение на презентацию Tag на Фестивале независимых игр, разработчикам пришлось сократить примерное время прохождения своей игры до получаса. Тем не менее, команда обещала выпустить более профессиональную версию Tag, когда у неё появятся достаточно средств для этого.

## Отзывы и критика
Tag: The Power of Paint завоевала награду как «Лучшая Студенческая Игра» на Фестивале независимых игр 2009. Сайт IGN в собственной десятке лучших независимых игр 2008 года поставил Tag на второе место и выказал надежду на то, чтобы в будущем игра развернулась в крупномасштабный проект. GameSpot назвал Tag смесью Portal и Mirror's Edge, которая «берёт лучшее из обеих игр и добавляет немного краски».
Tag привлекла внимание известной компании-разработчика игр Valve Corporation, которая пригласила её авторов к работе над головоломкой Portal 2; в результате туда была перенесена идея изменения физических свойств поверхностей посредством жидкостей.. В 2014 году была выпущена пользовательская модификация Aperture Tag: The Paint Gun Testing Initiative, являющаяся идейным продолжением Tag: The Power of Paint в игровом мире Portal 2: геймплей модификации сфокусирован на использовании этих жидкостей посредством пушки-распылителя.